# Rhipidia (Rhipidia) eremnocera
Rhipidia (Rhipidia) eremnocera is een tweevleugelige uit de familie steltmuggen (Limoniidae). De soort komt voor in het Neotropisch gebied.